# Ricardo Santos (golfer)

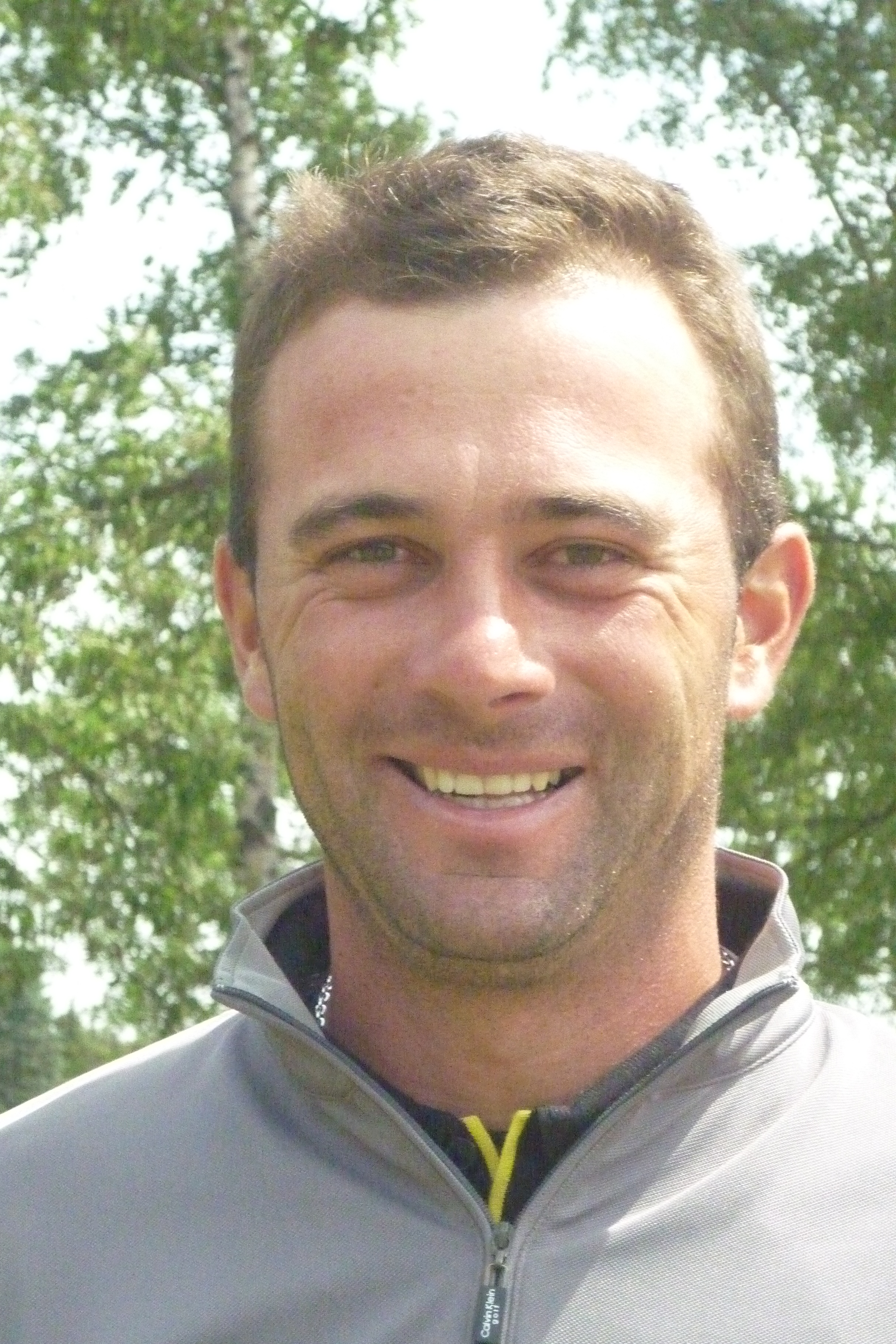
Santos bij de Telenet Trophy 2011

Ricardo Santos (Faro, 7 september 1982) is een golfprofessional uit Portugal.
Santos werd in 2006 professional. Zijn eerste seizoen op de Europese Challenge Tour verliep rustig, in 2008 eindigde hij op de 50ste plaats van de rangorde, en in 2011 werden de resultaten beter. Van de eerste tien toernooien haalde hij negen cuts. Begin juli won hij The Princess met een score van -16, inclusief een laatste ronde van -6. Hij eindigde het jaar op de vierde plaats van de Order of Merit en promoveerde naar de Europese PGA Tour..
In mei 2012 won hij voor eigen publiek het Madeira Islands Open met een score van -22 en met een voorsprong van vijf slagen op de nummers 2.

## Gewonnen
Nationaal
- 2011: Portugees PGA Kampioenschap (-14)

Challenge Tour
- 2011: The Princess (-16)
- 2012: Madeira Islands Open (-22)

Europese Tour
- 2012: Madeira Islands Open (-22)

Ricardo Santos is ambassadeur van Oceânico Golf, net als Lee Westwood.